# Tomáš Stráský
Tomáš Stráský (* 15. dubna 1987, České Budějovice, Československo) je český fotbalový útočník, do roku 2013 působící v českém prvoligovém týmu SK Dynamo České Budějovice, od roku 2014 hraje za dolnorakouský fotbalový klub SVU Mauer v Gebietsliga West (rakouská 6. nejvyšší fotbalová soutěž).

## Klubové statistiky
Aktuální k datu : 17. září 2013
| Sezona | Klub                       | Země     | Soutěž  | Zápasy | Góly |
| ------ | -------------------------- | -------- | ------- | ------ | ---- |
| 06/07  | SK Dynamo České Budějovice | Česko    | 1. liga | 2      | 0    |
| 07/08  | SK Dynamo České Budějovice | Česko    | 1. liga | 17     | 1    |
| 08/09  | SK Dynamo České Budějovice | Česko    | 1. liga | 22     | 4    |
| 09/10  | SK Dynamo České Budějovice | Česko    | 1. liga | 12     | 2    |
| 10/11  | SK Dynamo České Budějovice | Česko    | 1. liga | 21     | 3    |
| 11/12  | SK Dynamo České Budějovice | Česko    | 1. liga | 16     | 1    |
| 12/13  | SK Dynamo České Budějovice | Česko    | 1. liga | 0      | 0    |
| 13/14  | FK Hluboká nad Vltavou     | Česko    | KP      |        |      |
| 14/17  | SVU Mauer                  | Rakousko |         | 90     | 11   |